# Проспект Висбияс

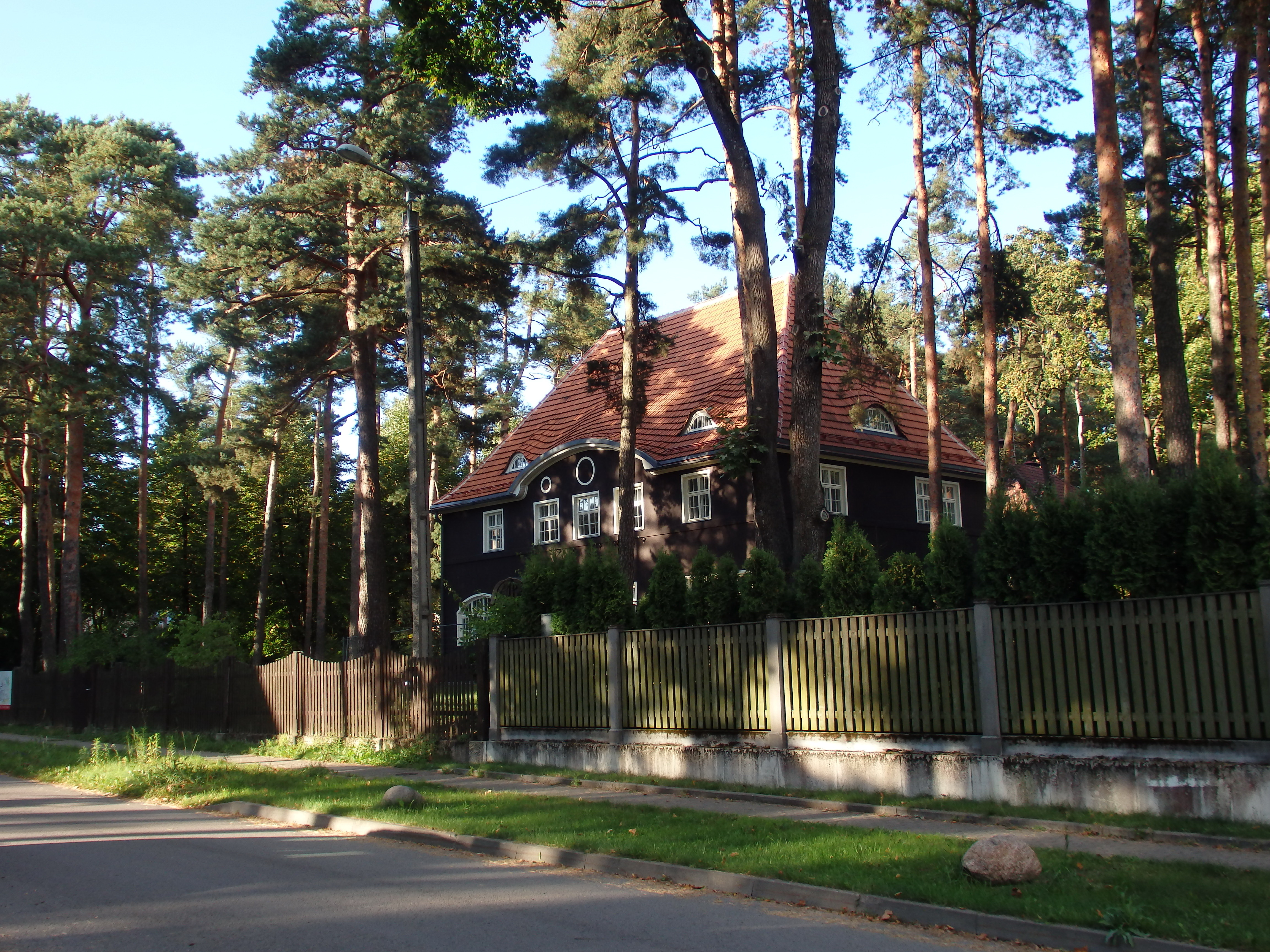
Проспект Висбияс, дом 30

Проспект Ви́сбияс (латыш. Visbijas prospekts) — улица в Северном районе Риги, в историческом районе Межапаркс. Пролегает в западном и юго-западном направлении, от перекрёстка с проспектом Кокнесес и улицей Стокхолмас до развязки с Густава Земгала гатве и улицей Инчукална. Общая длина проспекта — 1357 метров.
Проспект Висбияс на всём протяжении покрыт асфальтом, движение двустороннее. Общественный транспорт по проспекту не курсирует, но на проспекте Кокнесес есть трамвайная остановка «Visbijas prospekts».

## История
Впервые упоминается в 1911 году под своим нынешним названием (рус. Висбийский проспект, нем. Wisby Prospekt) — в честь ганзейского города Висбю в Швеции. С 1915 по 1917 год был временно переименован в Волжский проспект, затем первоначальное название было возвращено. В 1957 году получил имя латвийского советского государственного деятеля Фрициса Деглава. В 1990 году было восстановлено историческое название улицы.

## Застройка и достопримечательности
Проспект Висбияс застроен частными особняками; большинство зданий сохранилось с начала 1910-х годов. 16 частных домов признаны памятниками архитектуры, в том числе 7 — памятниками государственного значения.

## Прилегающие улицы
Проспект Висбияс пересекается со следующими улицами:
- проспект Кокнесес
- улица Стокхолмас
- улица Бергенас
- улица Гданьскас
- улица Стендера
- Густава Земгала гатве
- улица Инчукална